# Moritz von Prittwitz und Gaffron
Moritz von Prittwitz und Gaffron (* 1819; † 1888) war ein preußischer Richter, Verwaltungsjurist und Landrat.

## Leben
Moritz von Prittwitz und Gaffron studierte Rechtswissenschaften und wirkte seit 1846 als Assessor am Gericht. 1850 war er Kreisrichter in Sprottau. Von 1851 bis 1852 amtierte er als Landrat im Kreis Nimptsch. 1853 wurde Moritz von Prittwitz und Gaffron zum Landrat im Kreis Ohlau ernannt und amtierte dort bis 1866. 1866 kam er als Regierungsrat nach Wiesbaden, wo er 1867 zusätzlich die Leitung des neugeschaffenen Konsistoriums übernahm, und wechselte 1870 als Oberregierungsrat zur Regierung Liegnitz in die Provinz Schlesien.